# Цокор
Цокор (Myospalax) — рід мишоподібних гризунів родини сліпакові (Spalacidae).

## Поширення
Цокори поширені у степовій зоні Китаю, Казахстану та Росії.

## Види
- Рід Myospalax
  - Myospalax aspalax
  - Myospalax myospalax
  - Myospalax psilurus
  - † Myospalax arvicolinus (Nehring, 1885)[1]
  - † Myospalax licenti (Teilhard de Chardin, 1926)
  - † Myospalax lyratus (Teilhard de Chardin, 1942)
  - † Myospalax truncatus (Teilhard de Chardin, 1942)
  - † Myospalax intermedius (Teilhard de Chardin & Young, 1931)
  - † Myospalax praetingi (Teilhard de Chardin, 1942)
  - † Myospalax primitivus (Liu et al., 2013)